# Động đất Hosseinabad 2010
Động đất Hosseinabad 2010 (tiếng Ba Tư: زمین‌لرزه ۱۳۸۹ فهرج) là trận động đất xảy ra vào lúc 22:11 (TEH), ngày 20 tháng 12 năm 2010. Trận động đất có cường độ 6.6 richter, tâm chấn độ sâu khoảng 15 km. Hậu quả trận động đất đã làm 11 người chết, hơn 100 người bị thương.